# Peter Larkins
Peter Larkins (Peter Anthony Larkins; * 22. Juni 1954) ist ein ehemaliger australischer Hindernisläufer.
Bei den Olympischen Spielen 1976 in Montreal schied er im Vorlauf über 3000 m Hindernis aus.
1981 wurde er Achter beim Leichtathletik-Weltcup in Rom und 1982 Neunter bei den Commonwealth Games in Brisbane.
Siebenmal wurde er Australischer Meister über 3000 m Hindernis (1976–1981, 1983), wobei er 1976 seine persönliche Bestzeit von 8:27,0 min aufstellte.